# الجمعية الأمريكية لمنع القسوة ضد الحيوانات
الجمعية الأمريكية لمنع القسوة على الحيوانات (بالإنجليزية:American Society for the Prevention of Cruelty to Animals) هي منظمة غير ربحية مكرسة لمنع القسوة تجاه الحيوانات. مقرها في مدينة نيويورك منذ إنشائها في عام 1866، مهمة المنظمة هي "توفير وسائل فعالة لمنع القسوة على الحيوانات في جميع أنحاء الولايات المتحدة."

## روابط خارجية
- Finding aid for the ASPCA Papers, 1868-1889 at the Museum of the City of New York